# Lemma van Schur
In de abstracte algebra, een deelgebied van de wiskunde, is het lemma van Schur een elementair, maar zeer nuttig lemma in de representatietheorie van groepen en algebra's. In het groepsgeval zegt het lemma van Schur: als {\displaystyle M} en {\displaystyle N} twee eindig-dimensionale, niet-reduceerbare representaties zijn van een groep {\displaystyle G} en {\displaystyle \varphi } een lineaire afbeelding van {\displaystyle M} naar {\displaystyle N} is die commuteert met de groepsbewerking, dan is of {\displaystyle \varphi } inverteerbaar, of {\displaystyle \varphi =0.} Een belangrijk speciaal geval doet zich voor als {\displaystyle M=N.} Het lemma is genoemd naar Issai Schur, die zijn lemma gebruikte om de orthogonaliteitrelaties van Schur te bewijzen en om de basis van de representatietheorie van eindige groepen te ontwikkelen. Het lemma van Schur laat zich veralgemenen naar Lie-groepen en Lie-algebra's, waarvan de meest voorkomende is geformuleerd door Jacques Dixmier.

## Voetnoten
1. ↑  (de)  Issai Schur, (1905) "Neue Begründung der Theorie der Gruppencharaktere," Sitzungsberichte der Königlich Preußischen Akademie der Wissenschaften zu Berlin, paginas 406-432. online beschikbaar in het Duits: zie hier